# Trędownik omszony
Trędownik omszony (Scrophularia scopolii Hoppe) – gatunek rośliny wieloletniej należący do rodziny trędownikowatych. Występuje w środkowej i południowo-środkowej Europie, w Azji Mniejszej, na Kaukazie i na Zakaukaziu. W Polsce jest pospolity na Pogórzu i w Karpatach, rzadszy w Dolinie Dolnośląskiej. W górach dość pospolity, sięga od regla dolnego po piętro kosodrzewiny.

## Morfologia

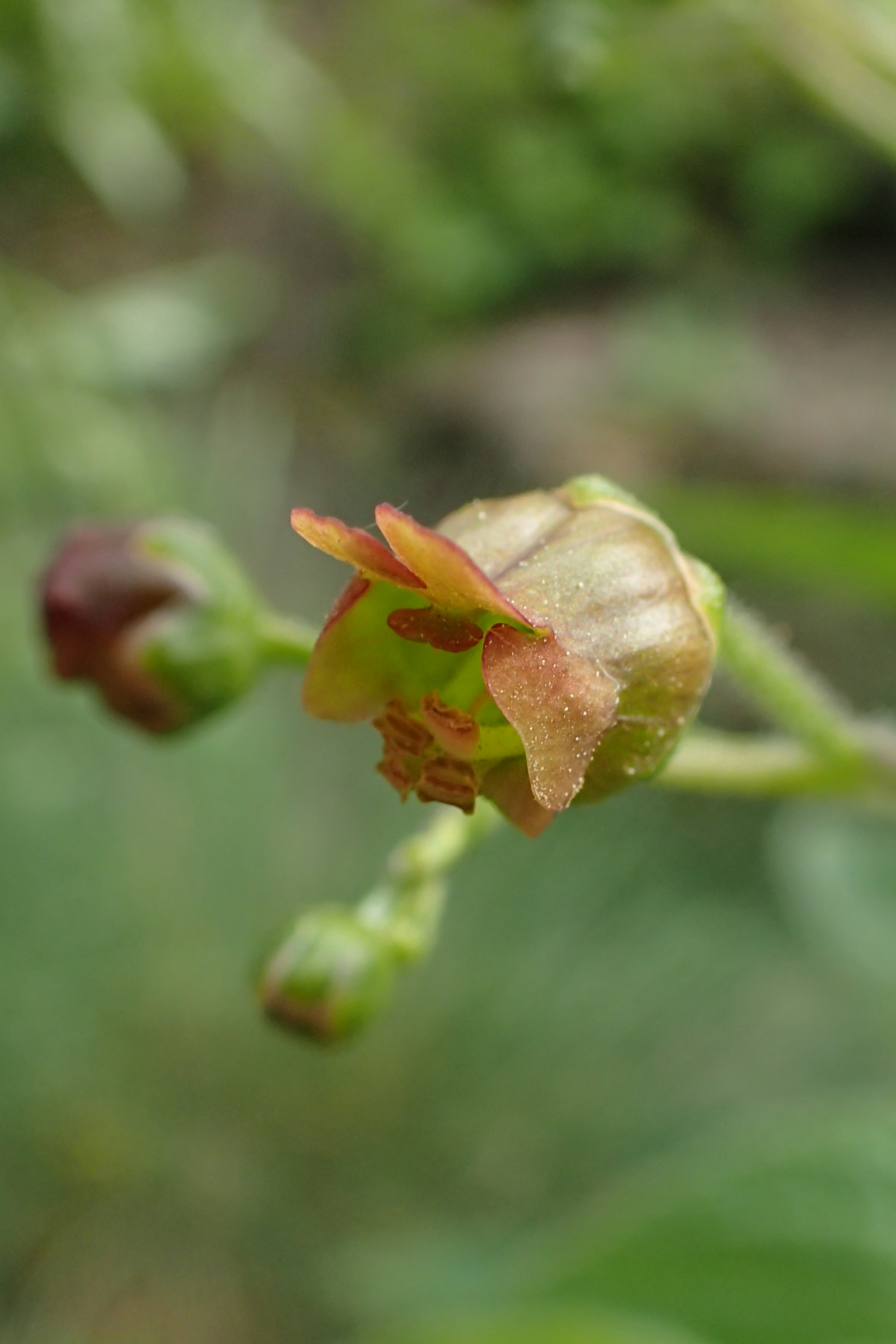
Kwiat

ŁodygaNierozgałęziona (lub rozgałęziona tylko w górnej części), wełnisto owłosiona, czterokanciasta. Osiąga wysokość od 40 do 70 cm.
KłączeKrótkie, gęsto ukorzenione, bez bulwy.
LiścieUlistnienie naprzeciwległe, liście barwy jasno lub żółtawozielonej z ogonkami krótszymi od blaszki, która ma kształt sercowaty bądź trójkątnie jajowaty i jest zaostrzona na wierzchołku, a na brzegu nierówno ząbkowana (karbowana). W pachwinach liści górnych krótkopędy o mniejszych liściach.
KwiatyZebrane w wiechę na szczycie łodygi, drobne, grzbieciste. Kwiatostan z ogruczolonymi gałązkami, kielich barwy zielonej, krótszy od korony. Korona długości 8-11 mm, u góry brudnopurpurowa, a u nasady żółtawa.  Pręciki cztery, jeden prątniczek.
OwocKulistojajowata torebka z dzióbkiem, z dwiema klapami. Nasiona elipsoidalne, drobne.

## Biologia i ekologia
Bylina, hemikryptofit. Kwitnie od czerwca do sierpnia. Rośnie w półcieniu, na glebach wilgotnych, żyznych, o odczynie obojętnym i zasadowym. Spotykana w buczynach, łęgach olszowo-jesionowych, w ziołoroślach, na brzegach potoków, na polanach, porębach i piargach.